# Tashedkhonsu
Tashedkhonsu là một vương hậu sống vào thời kỳ Vương triều thứ 22 trong lịch sử Ai Cập cổ đại. Tên của vị vương hậu này được biết thông qua Tấm bia của Pasenhor, một hậu duệ xa của bà.
Dựa theo những dòng chữ khắc trên Tấm bia của Pasenhor, Tashedkhonsu là một người vợ của pharaon Osorkon I và là mẹ của pharaon kế vị, Takelot I. Cũng theo tấm bia đó, Tashedkhonsu chỉ được gọi với một danh hiệu duy nhất là "Mẹ của các vị thần". Hai người con trai khác của vua Osorkon, Iuwelot và Smendes III, cũng có thể là con do Tashedkhonsu sinh ra.
Ngoài ra, một bức tượng shabti dành cho vương hậu Tashedkhonsu đã được tìm thấy trong hầm mộ của con trai bà, vua Takelot I (NRT I tại Tanis).